# ジャン・ド・ラ・ブリュイエール
ジャン・ド・ラ・ブリュイエール（仏: Jean de La Bruyère, 1645年8月16日/17日 - 1696年5月10日/11日）は、フランスのモラリストであり作家である。
17世紀のフランスの宮廷人たちを描き、人生を深く洞察した著書『カラクテール』(フランス語: Les Caractères ou les Mœurs de ce siècle)（和訳: 『人さまざま』）（1688年）によって知られる。

## 人物
モラリスト作家として知られるラ・ブリュイエールは、古代ギリシャの哲学者テオプラストスの『人さまざま』の翻訳とその付録の文章でベストセラーを博した。宮廷人の権力欲、社交界の生態、キリスト教徒の狂態、農民生活への皮肉など、大胆な批判とエスプリを感じさせる、その良識（ボン・サンス）の精神はフランスの伝統を示し、18世紀啓蒙主義の先駆的存在といわれる。